# Manuel Weingartner
Manuel Weingartner (* 1. September 1987) ist ein Schweizer Comedyautor.

## Leben
Manuel Weingartner war in der Zeit von August 2010 bis Dezember 2016 Autor für die Sendung Giacobbo/Müller. Entdeckt wurde er von Viktor Giacobbo auf Twitter. Seine Tweets sind auch schon in Büchern abgedruckt worden.
Er ist zudem Autor, Pointenlieferant und teilweise auch Regisseur für verschiedene Schweizer Late-Night-Shows und Comedians. Weiter war Manuel Weingarter Autor für die Sendung Zum Glück ist Freitag auf dem Radiosender SRF 3, mit Comedian und Stimmenimitator Fabian Unteregger. Seit Februar 2018 schrieb er als Autor für die Sendung Deville im Schweizer Fernsehen und ist Teil der Satiremarke Petarde.

## Autor (Auswahl)
- 2010–2016: Giacobbo/Müller (Late-Night-Show SRF)
- 2017: vo Mutzebächer (Online-Webserie SRF)
- 2018–2019: Late Update (Late-Night-Show SRF)
- 2017–2020: Zum Glück ist Freitag (wöchentliche Show auf SRF3)
- 2018–2023: Deville (Late-Night-Show SRF)
- 2020–2024: Petarde (Satiremarke)